# Amazone (fleuve)
Pour les articles homonymes, voir Amazone.
Ne doit pas être confondu avec l'Amazonie, ni avec la forêt amazonienne.
L'Amazone (en espagnol : Río Amazonas, en portugais : Rio Solimões en amont de Manaus et Rio Amazonas après la rencontre des Eaux) est un fleuve d'Amérique du Sud. C'est le plus puissant fleuve du monde : son débit moyen estimé à l'estuaire — de 209 000 m3/s pour la période 1973-1990 — est de loin le plus élevé de tous les fleuves de la planète et il équivaut au volume cumulé des six fleuves qui le suivent immédiatement dans l'ordre des débits. À elle seule, l'Amazone représente d'ailleurs environ un cinquième du débit fluvial du monde entier.
Avec ses 7 025 km (dans sa branche Apurímac-Ucayali), c'est le plus long fleuve de la Terre devant le Nil. À partir de la confluence du río Marañón avec le río Ucayali, l'Amazone coule sur environ 3 700 km jusqu'à son embouchure.
L'Amazone est aussi le plus grand fleuve par l'immensité de son bassin. Il draine une surface de 6 112 000 km2 (sans le rio Tocantins) soit 40 % de l'Amérique du Sud et l'équivalent d'une fois et demie la surface de l'Union européenne (le Congo, deuxième fleuve pour la superficie de son bassin, ne draine que 3,8 millions de km2). Le bassin de l'Amazone s'étend des latitudes 5° nord jusqu’à 20° sud. Le fleuve prend sa source dans la cordillère des Andes, traverse le Pérou, la Colombie et le Brésil, et se jette dans l'océan Atlantique au niveau de l'équateur, après un estuaire long  de plus de 800 km.
Son réseau hydrographique compte plus de 1 000 cours d'eau. L'Amazone est à l'origine de 18 % du volume total d'eau douce déversée dans les océans du monde. Ses deux principaux affluents, le rio Madeira et le rio Negro font eux-mêmes partie des 10 plus importants cours d'eau du monde par leurs débits (32 000 et 29 300 m3/s), et le troisième le río Caquetá (18 600 m3/s) rivalise avec le Mississippi.
Dans son cours inférieur, la largeur du lit habituel de l'Amazone (qui, même hors des périodes de crue, atteint une moyenne de 10 km et plus en aval de Manaus) est telle que l'on ne voit la rive opposée que par temps clair, ce qui, étant donné le niveau de l'hygrométrie des régions traversées, est relativement rare. C'est probablement pourquoi les populations autochtones de ces rives ont surnommé l'Amazone el río mar (« le fleuve mer ») et même el río océano (« le fleuve océan »). On en trouve témoignage dans le poème épique Los Reinos Dorados (« Les Royaumes d'Or ») (2007), de Homero Carvalho Oliva (né en 1957), qualifié d'« épopée postmoderne bolivienne » par Christina Ramalho professeure à l'université fédérale de Sergipe au Brésil, en lien avec les mythes indigènes (surtout Guaranis) de la « Mère de l'Eau » et de la « Terre sans Mal ».
La démesure de l'Amazone s'apprécie aussi en constatant qu'aucun pont ni barrage ne le franchit sur des milliers de kilomètres (la traversée se fait en bac ou ferry), et qu'il faut remonter très haut sur ses deux formateurs les río Marañón et río Ucayali pour trouver de tels aménagements. Tout s'y oppose : la largeur du fleuve, sa profondeur, sa puissance, la multitude d'îles et de bras fluviaux, les berges inondées plusieurs mois par an et remodelées à chaque crue. La technique d'aujourd'hui ne permet pas de s'affranchir de telles difficultés. C'est pourquoi les actuels projets de barrages ne concernent que les affluents (rio Madeira, rio Xingu). S'ils se concrétisent, ils prendront néanmoins place parmi les plus grandes réalisations hydrauliques au monde.
Le fleuve est navigable pour les bateaux à vapeur jusqu'à Iquitos, à 3 700 km de la mer, et pour les plus petits vaisseaux, sur encore 780 km jusqu'à Achual Tipishca. Au-delà, les petits bateaux franchissent fréquemment le défilé du Pongo de Manseriche sur le río Marañón.

## Hydronyme
Avant la conquête de l’Amérique du Sud, le Río de las Amazonas n’avait pas de nom général ; à la place les différentes tribus indigènes avaient des noms qui désignaient chacune des sections qu’ils occupaient, tels Paranaguaza, Guyerma, Solimões et d’autres.
Vicente Yáñez Pinzón, qui fut le premier explorateur du fleuve, l’appela le fleuve Río Santa Maria de la Mar Dulce, du fait de l’absence de salinité en mer au niveau de son embouchure. Ce fut rapidement abrégé en Mar Dulce, puis enfin pour quelques années, après 1502, il fut connu sous le nom Río Grande.
Les compagnons de Pinzón appelèrent le fleuve El Río Marañón. Le mot Marañón a, pour certains, des origines indigènes. Cette idée fut développée pour la première fois dans une lettre de Pierre Martyr d'Anghiera adressée à Lope Hurtado de Mendoza en 1513. Cependant, ce mot peut aussi dériver de l’espagnol maraña — qui signifie un enchevêtrement, une pagaïe — il représenterait ainsi les difficultés rencontrées par les premiers explorateurs lors de la navigation non seulement de l’embouchure du fleuve mais aussi des multiples canaux et des rives découpées qui forment l’actuel État brésilien du Maranhão.
Selon l'explication traditionnelle mais peut-être légendaire, c'est Francisco de Orellana qui lui donna le nom d'Amazone pour la simple raison que pendant son voyage sur le fleuve, il fut attaqué le 24 juin 1541 par une tribu de femmes guerrières, établissant une analogie avec les Amazones. Cette hydronymie est cependant controversée. Il est possible que Francisco de Orellana ait imité un terme indigène, à cause de son assonance, puisqu'une des étymologies d'Amazone fait remonter ce terme à amassona qui signifie dans les langues tupi « destructeur de bateau », en référence aux mascarets qui créent des vagues dévastatrices en amont pendant les grandes marées de printemps.
Le nom río Marañón a toutefois été conservé au Pérou pour désigner la partie du fleuve située en amont du confluent du río Ucayali.

## Histoire

### Les Amérindiens
Les Amérindiens ont laissé de nombreuses traces de leur vie antérieure à la colonisation. Elles donnent l'occasion de nombreuses recherches et de publications en conséquence. Dans les domaines de l'archéologie, l'ethnohistoire, l'anthropologie, l'écologie, la botanique ou la pédologie, en particulier.

### L’exploration européenne
Pendant l’année 1500, Vicente Yáñez Pinzón, aux commandes d’une expédition espagnole, devient le premier Européen à explorer le fleuve, parcourant seulement son embouchure qu’il découvre en remarquant de l’eau douce en pleine mer.
C'est depuis sa source que l’Amazone a été réellement explorée. La première descente complète de l’Amazone par les Européens depuis les Andes jusqu’à la mer est due à Francisco de Orellana en 1541-1542,,. Cette descente eut lieu par hasard car Orellana, qui avait été envoyé en reconnaissance par Gonzalo Pizarro pour rechercher des vivres, dut naviguer durant neuf jours avant d'en trouver et, ne pouvant revenir en arrière en raison du courant, décida de continuer la descente jusqu’à l’Atlantique. Le nom Amazone provient d’une bataille qui eut lieu contre la tribu des Tapuyas durant laquelle les femmes de la tribu se battaient aux côtés des hommes, selon la coutume des Tapuyas. D'après le récit détaillé que fait de l'expédition le moine Gaspar de Carvajal, ces femmes avaient leur propre royaume et vivaient séparées des hommes à la façon des Amazones d’Asie et d’Afrique de la mythologie, décrites notamment par Hérodote et Diodore.
La première remontée complète du fleuve par les Européens est due au Portugais Pedro Teixeira, qui, en 1638, fait la route inverse d’Orellana et atteint Quito en passant par le río Napo. Il redescend le fleuve en 1639 avec les pères jésuites Cristóbal de Acuña et Artieda, délégués par la vice-royauté du Pérou pour l'accompagner.
De juin à septembre 1743, l’explorateur scientifique français Charles-Marie de La Condamine (1701-1774) descend la totalité du fleuve Amazone qu'il décrit dans sa Relation abrégée d’un voyage fait dans l’intérieur de l’Amérique méridionale, depuis la côte de la mer du Sud, jusqu’aux côtes du Brésil et de la Guyane, en descendant la rivière des Amazones, et dont il dresse une carte très détaillée.
Henry Lister-Maw, en 1827, à partir du rio Huallaga, descend l'Amazone et rejoint l'océan.
En 1997, l'aventurier sud-africain Mike Horn descend l'Amazone en hydrospeed, sans assistance.
En 2007, le nageur slovène Martin Strel parcourt le fleuve à la nage en le descendant sur une distance de 5 265 kilomètres en 66 jours.
Du 2 avril 2008 au 9 août 2010, Edward Stafford a parcouru à pied toute la longueur de l'Amazone depuis sa source, soit 6 500 km.

## Régime hydrologique

### Débit
Le débit du fleuve a été observé pendant 69 ans (1928-1996) à Óbidos, ville de l'État brésilien du Pará située à 537 km de son débouché dans l'océan Atlantique.
À Óbidos, le débit annuel moyen ou module observé sur cette période était de 176 177 m3/s pour une surface drainée de 4 640 300 km2, soit 79,27 % du bassin versant total qui compte quelque 5 853 804 km2. En effet la surface étudiée ne comprend notamment ni les importants bassins « droits » du rio Tapajós (13 400 m3/s) et du rio Xingu (9 900 m3/s), ni les plus petits bassins « gauches » tels celui du rio Jari (1 300 m3/s), étant donné que le confluent de ces rivières se trouve en aval de la ville d'Óbidos.
La lame d'eau écoulée dans l'ensemble de la surface étudiée atteint 1 197 mm/an. C'est plus de trois fois plus que pour le bassin du Congo, le Congo second fleuve du monde pour son débit et dont la lame d'eau écoulée mesurée à Kinshasa — c'est-à-dire pour la quasi-totalité du bassin — ne s'élève qu'à 359 mm/an.
L'énormité des débits n'a pas été immédiatement admise, et on a longtemps enseigné que le débit de l'Amazone était de 100 000 m3/s, chiffre considérable mais plus « raisonnable » que les chiffres réels. Mais la bonne appréciation, les jaugeages fiables étaient difficiles à calibrer compte tenu de particularités de l'écoulement : la pente est très faible de la cordillère des Andes à l'embouchure et le lit du fleuve est très profond (plus de 80 m) ce qui le situe en dessous du niveau de la mer. L'écoulement, pourtant relativement rapide, ne provient donc pas ou peu de la pente, mais des masses d'eau en amont qui « poussent » les masses d'eau aval vers la mer. Il a fallu analyser finement cette mécanique pour adapter les outils de jaugeage du fleuve et obtenir les bons chiffres.

### Crue (débordement)

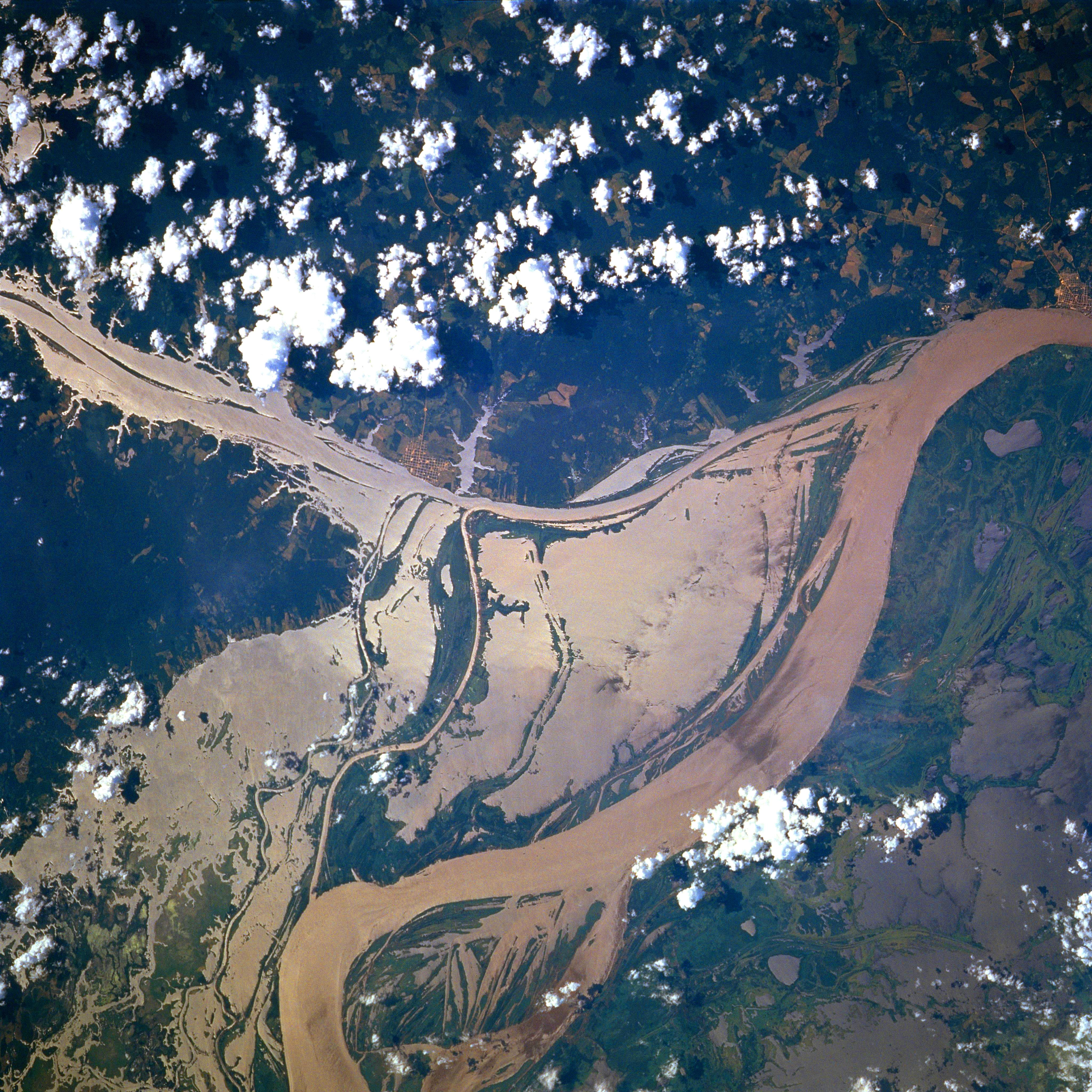
Vue satellitaire d'une portion du fleuve en crue, près des villes d'Óbidos et d'Oriximiná, à mi-chemin entre Manaus et le delta. Le reflet métallique du soleil sur l’eau boueuse montre les zones inondées.

Les pluies saisonnières entraînent des crues, inondant de vastes zones bordant l’Amazone et ses affluents. La profondeur moyenne du fleuve pendant le gros de la saison des pluies est de 40 m et la largeur peut atteindre 40 km. Le niveau de l’eau commence à s’élever en novembre, puis le volume grossit jusqu’en juin, avant de chuter jusqu’à la fin octobre. La crue de son affluent le rio Negro n’est pas synchronisée ; la saison des pluies ne débute pas dans sa vallée avant février ou mars, en juin son niveau est au plus fort et commence à chuter avec l’Amazone. Le Madeira a, quant à lui, exactement deux mois d’avance sur l’Amazone dans sa crue et sa décrue.
Pendant la saison des pluies, l’Amazone inonde d’un bout à l’autre de son cours une surface de plusieurs centaines de kilomètres carrés, couvrant ainsi plus ou moins toutes les plaines inondables. Le niveau du fleuve est, à certains endroits, 12 à 15 m plus haut que pendant la saison sèche. Pendant la crue, le niveau à Iquitos est de 6 m ; à Tefé de 15 m ; près d'Óbidos, 11 m ; et à Pará, 4 m, au-dessus du niveau le plus bas pendant la saison sèche.

## Cours de l'Amazone

### Source et hautes terres

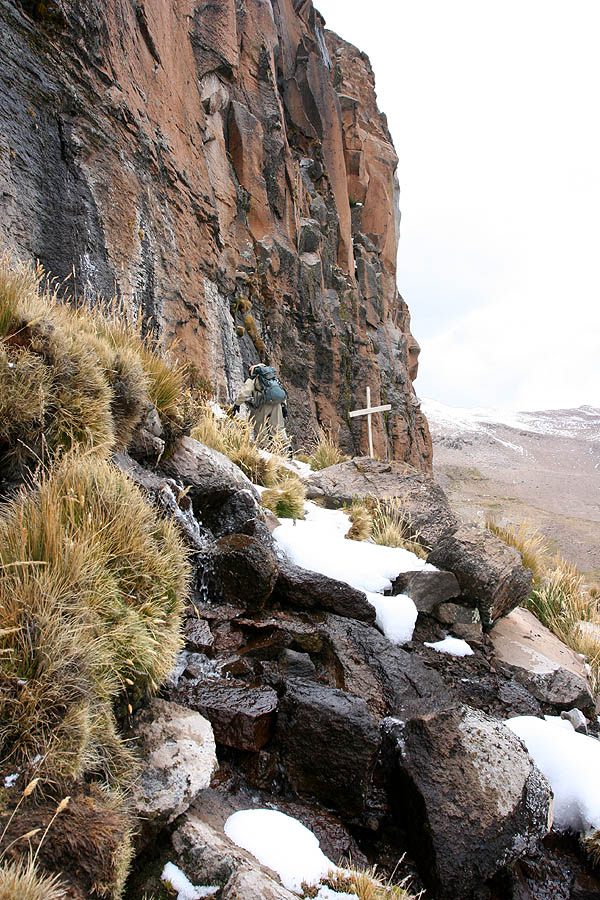
L'Amazone sort d'une falaise du Nevado Mismi, la source est indiquée par une croix en bois.

Depuis le XVIIe siècle, on tenait déjà pour l'hypothèse la plus vraisemblable que l'Amazone prenait sa source dans les glaciers des Andes, sans pour autant arriver à la localiser précisément et avec certitude. En 1953, on pensait enfin l'avoir découverte près du sommet du Nevado Huacra, un glacier à 5 238 m, et c'était le Français Michel Perrin qui en était l'auteur. Durant vingt ans, jusqu'en 1971, cette hypothèse a été considérée comme la plus solide, et c'est elle qui est présentée dans l'Encyclopædia Universalis par Pierre Carrière.
En fait, la source la plus lointaine de l’Amazone dans les Andes péruviennes n'a été fermement établie que récemment. C’est un ruisseau qui jaillit à 5 170 m d'une falaise située dans la région d'Arequipa sur un sommet de 5 507 m d’altitude, le Nevado Mismi, approximativement à 160 km à l'ouest du lac Titicaca et environ à 650 km au sud-est de Lima. Cette montagne fut suggérée pour la première fois comme la véritable source en 1971 par une expédition américaine dirigée par Moren McIntyre, mais ne fut pas confirmée avant décembre 2000 par Andrew Pietowski, et encore en 2001,,.
Le ruisseau s’écoule depuis le Nevado Mismi jusqu’à la rivière Apurímac. L’Apurímac prend successivement le nom de Ene puis de Tambo et forme l'Ucayali après avoir rejoint le río Urubamba qui vient de Cuzco. L'Ucayali se joint au Marañón après un long parcours vers le nord. Le fleuve prend alors le nom d'Amazonas au Pérou et en Colombie, puis celui de rio Solimões en entrant au Brésil au niveau de Tabatinga, et à nouveau celui d'Amazone à la hauteur de Manaus, après avoir été rejoint par le rio Negro.
La longueur précise totale des fleuves est toujours sujette à controverse : en effet elle est complexe à établir sur le terrain et elle est dépendante des paramètres et du mode de calcul choisis, eux-mêmes difficiles à standardiser car s'appliquant à des situations hétérogènes. De plus des enjeux de fierté locale, scientifique, nationale ou même continentale s'attachent à la question de savoir qui est le découvreur de "la" source, quel lieu et quel pays la "détiennent", et quel fleuve détient le "record du monde" de longueur ou de puissance. Alors que, à l'évidence, puisque par nature un système fluvial est une arborescence descendante, toutes les sources de tous ses affluents sont à la source du flux d'eau douce qui s'embouche à la mer et s'y déverse, et que bien sûr toutes les sources contribuent à son cours. Ces controverses et ces enjeux montrent à l'envi l'importance des rôles économique et écologique majeurs, voire vitaux, que jouent les fleuves du monde, mais aussi la fascination qu'ils exercent et leur importance symbolique dans l'imaginaire collectif... La meilleure preuve en est la quête, devenue mythique — et encore d'actualité de nos jours — des sources du Nil  et de celles de l'Amazone. C'est d'ailleurs pour toutes ces raisons qu'il existe pour la plupart des fleuves du monde des mesures différentes de leur longueur.

### Longueur (controversée) du fleuve
Même en tenant compte de ces réserves, on sait en tout cas aujourd'hui que l'Amazone le dispute au Nil pour la place de plus long fleuve du monde : ainsi, par exemple, le Dictionnaire "Le Robert" indique que la longueur totale du fleuve Amazone de sa source à son embouchure est de 6 400 km pour la branche mère du Marañon, mais 7 025 km pour la branche mère Ucayali-Apurímac (si l'on y inclut le bras nommé rio Pará situé au sud de l'île de Marajó dans l'embouchure que l'Amazone partage avec le rio Tocantins). C'est aussi cette dernière mesure que retient Pierre Carrière dans l'Encyclopædia Universalis. Or les mêmes sources indiquent 6 671 km pour le Nil, ce qui le place en position exactement intermédiaire entre les deux mesures données pour l'Amazone. D'autres sources indiquent que la longueur de l'Amazone serait pour sa branche Ucayali-Apurímac de 6 992 km (c'est-à-dire sans inclure son embouchure maximum ni le chenal du rio Pará), ce qui met encore l'Amazone au-dessus du Nil. Toujours est-il que l'Amazone est de très loin, et cette fois sans conteste, le premier de tous les fleuves du monde par son débit et la surface de son bassin.
Autre question controversée donc : quelle est la véritable branche mère du fleuve ? Ucayali ou Marañón ? Le système Ucayali-Tambo-Ene-Apurímac est nettement plus long que le Marañón (2 670 km contre 1 570), mais le Marañón a un bassin plus vaste que celui de l'Ucayali (380 000 contre 360 000 km2) ; son débit est supérieur (16 400 contre 13 300 m3/s) et il détermine la direction générale ouest-est du fleuve. D'un point de vue hydrologique, le Marañón reste donc la branche mère de l'Amazone, mais il n'est pas absurde de prendre en compte l'Ucayali pour établir la longueur maximale du réseau fluvial et établir des comparaisons avec d'autres systèmes. On appliquera le même raisonnement pour de nombreux cours d'eau, et non des moindres, comme le Mississippi (plus grande longueur = Mississippi + Missouri + Jefferson, plus gros débit = Mississippi + Ohio + Allegheny), la Seine (longueur = Seine + Marne, débit = Seine + Yonne), et même le grand Nil (longueur = Nil + Nil Blanc, débit = Nil + Nil Bleu).

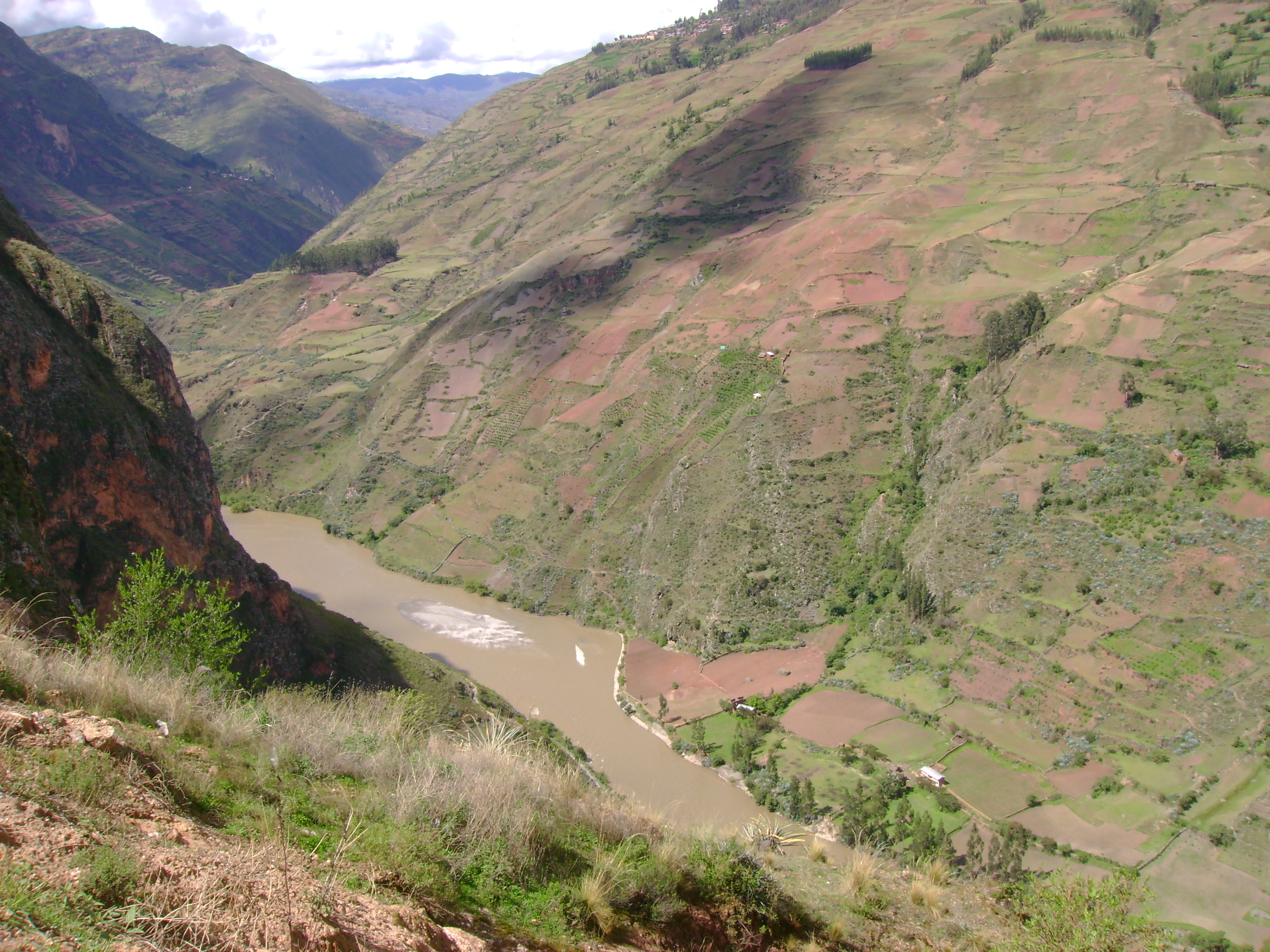
Río Marañón.

Le río Marañón quant à lui prend sa source à 200 km au nord de Lima et à 120 km seulement de l'océan Pacifique. Il suit un cours nord-nord est parallèle à la côte Pacifique pendant 700 km, avant d'amorcer une courbe de 200 km en direction de l'Atlantique. Pour ce faire, il traverse les plis de la cordillère des Andes par une série de défilés ou pongos et reçoit son premier grand affluent, le río Santiago (1 700 m3/s) qui vient de l'Équateur et augmente son débit de plus d'un tiers. Juste après ce confluent, il franchit le dernier et le plus impressionnant des pongos, le Pongo de Manseriche et entre dans l'immense plaine qu'il ne quittera plus jusqu'à l'océan Atlantique. Il reçoit trois grands affluents sur sa rive gauche (le Morona, le Pastaza, le Tigre) qui viennent aussi d'Équateur, et un quatrième plus important encore sur sa rive droite: l'Huallaga (3 800 m3/s). Ces nouveaux affluents multiplient son débit par quatre. Il quitte la zone des Andes et pénètre dans les plaines inondées. À partir de ce point jusqu’à l'Ucayali et bien au-delà, sur environ 2 400 km, les rives forestières sont à peine hors d’eau et restent longtemps inondées avant que le fleuve n’atteigne son niveau maximal. Les rives peu élevées sont interrompues par seulement quelques collines, puis le fleuve pénètre l’énorme forêt amazonienne. À Tabatinga, frontière avec le Brésil, il prend le nom de rio Solimões, son débit atteint déjà 38 000 m3/s, soit presque celui du Congo à son embouchure.
Selon une étude de 2007, la longueur de l'Amazone-Ucayali serait de 4 225 milles (6 800 km), le Nil s'étirant lui sur 4 160 milles (6 695 km) faisant de l'Amazone le plus long fleuve du monde. D'autres études font état d'une longueur supérieure à 7 000 km, mais elles intègrent comme on l'a vu le rio Pará comme appartenant à l'Amazone alors que pour d'autres il s'agit surtout de l'estuaire d'un autre système fluvial, le rio Tocantins.

### La forêt amazonienne

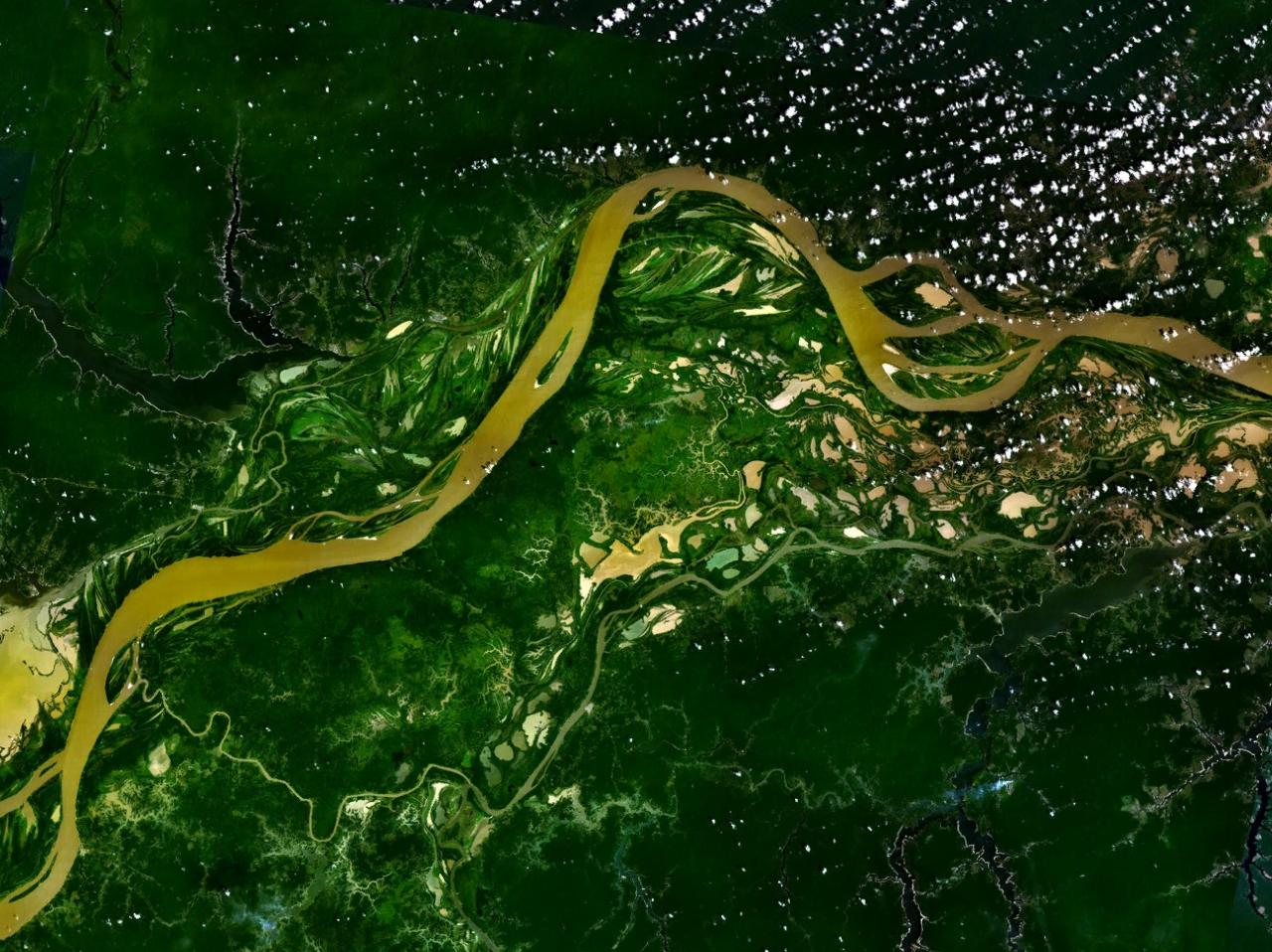
La forêt amazonienne traversée par l’Amazone.

La forêt amazonienne débute à l’est des Andes. Elle est d’une grande importance écologique, étant capable d’absorber de gigantesques quantités de dioxyde de carbone. La conservation de la forêt amazonienne est un des plus grands problèmes écologiques de ces dernières années.
La forêt tropicale est issue du climat extrêmement humide du bassin amazonien. L’Amazone et ses milliers d’affluents s’écoulent lentement à travers le paysage par une pente si faible que c’est en réalité la poussée de l’eau en amont qui pousse le flux vers la mer. La ville de Manaus, à 1 000 km de l’Atlantique, est située seulement à 44 m au-dessus du niveau de la mer.
La biodiversité de la forêt amazonienne est très importante : la région abrite plus de 2,5 millions d’espèces d’insectes, des dizaines de milliers de plantes, et quelque 2 000 espèces d'oiseaux et de mammifères. Une espèce d’oiseaux sur cinq est représentée dans la forêt amazonienne.
La diversité de la flore dans le bassin amazonien est la plus forte du monde. Certains experts estiment qu’un kilomètre carré peut contenir jusqu’à 90 000 tonnes de matière végétale vivante.

### Vers la mer
La largeur de l’Amazone est, à certains endroits, de 6 à 10 km d’une rive à l’autre ; la largeur peut atteindre 40 km. Par ailleurs, sur de longues distances, le fleuve se divise en deux cours principaux avec, entre eux et sur leurs rives, de nombreux bras qui sont connectés entre eux par un réseau complexe de canaux naturels découpant les basses plaines de l’igapo (jamais plus de 5 m au-dessus du niveau du fleuve) en d’innombrables îles.
À la passe d’Óbidos (600 km avant la mer), l’Amazone se resserre, s’écoulant uniquement dans un seul lit d’un peu plus d’un kilomètre de large et de plus de 60 m de profondeur, par lequel l’eau se précipite vers la mer à une vitesse de 6 à 8 km/h.

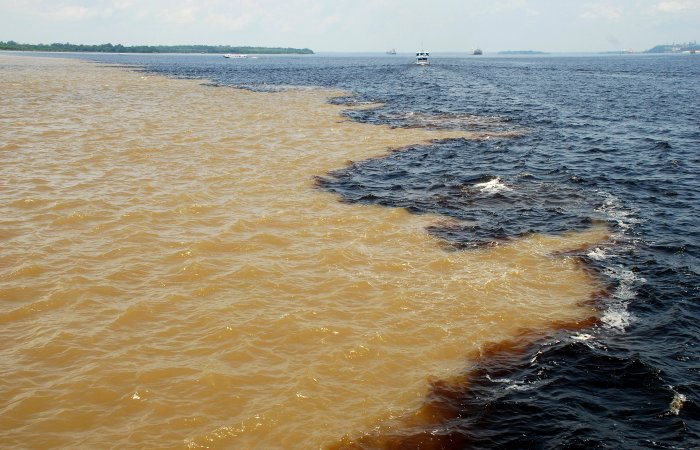
Confluent du rio Solimões et du rio Negro à Manaus.

À partir du village de Canaria (au niveau du grand coude du fleuve) jusqu’au Negro 1 000 km en aval, il y a seulement de très basses plaines, ressemblant à celles de l’embouchure de l’Amazone. Les vastes surfaces de plaines de cette région sont submergées par les eaux montantes, seules les hautes branches des sombres forêts apparaissent encore à la surface. Près du confluent du rio Negro, presque au niveau du rio Madeira, les rives de l’Amazone sont basses mais en s’approchant de Manaus, elles s’élèvent et forment des collines ondulantes. À Óbidos, les collines forment une falaise surplombant le fleuve de 17 m. L’Amazone inférieure semble avoir été par le passé un golfe de l’océan Atlantique, dont les eaux ont alors baigné les falaises près d’Óbidos.
L’eau drainée en aval d’Óbidos ne représente que 10 % environ de l’eau totale débitée par l’Amazone ; une très petite part de ces 10 % provient du versant septentrional de la vallée. La zone de drainage du bassin amazonien au-dessus d’Óbidos est d’environ cinq millions de km2, et, en dessous, d’un million de km2 soit 20 % (bassin du rio Tocantins non compris).
Dans les plus petites sections droites du fleuve, la rive nord consiste en une série d’abruptes collines à sommet plat, elles s’étendent depuis le rio Xingu jusqu’à Monte Alegre. Ces collines alignées et abruptement découpées contrastent avec le fleuve.
Monte Alegre atteint une altitude de plusieurs dizaines de mètres. Sur la rive sud, au-dessus du rio Xingu, un alignement quasi ininterrompu de basses falaises s’étend jusqu’à Santarém en formant de légères courbes avant de tourner vers le sud-ouest et de se fondre avec les falaises qui forment les terrasses de la vallée du rio Tapajós.

### Embouchure du fleuve

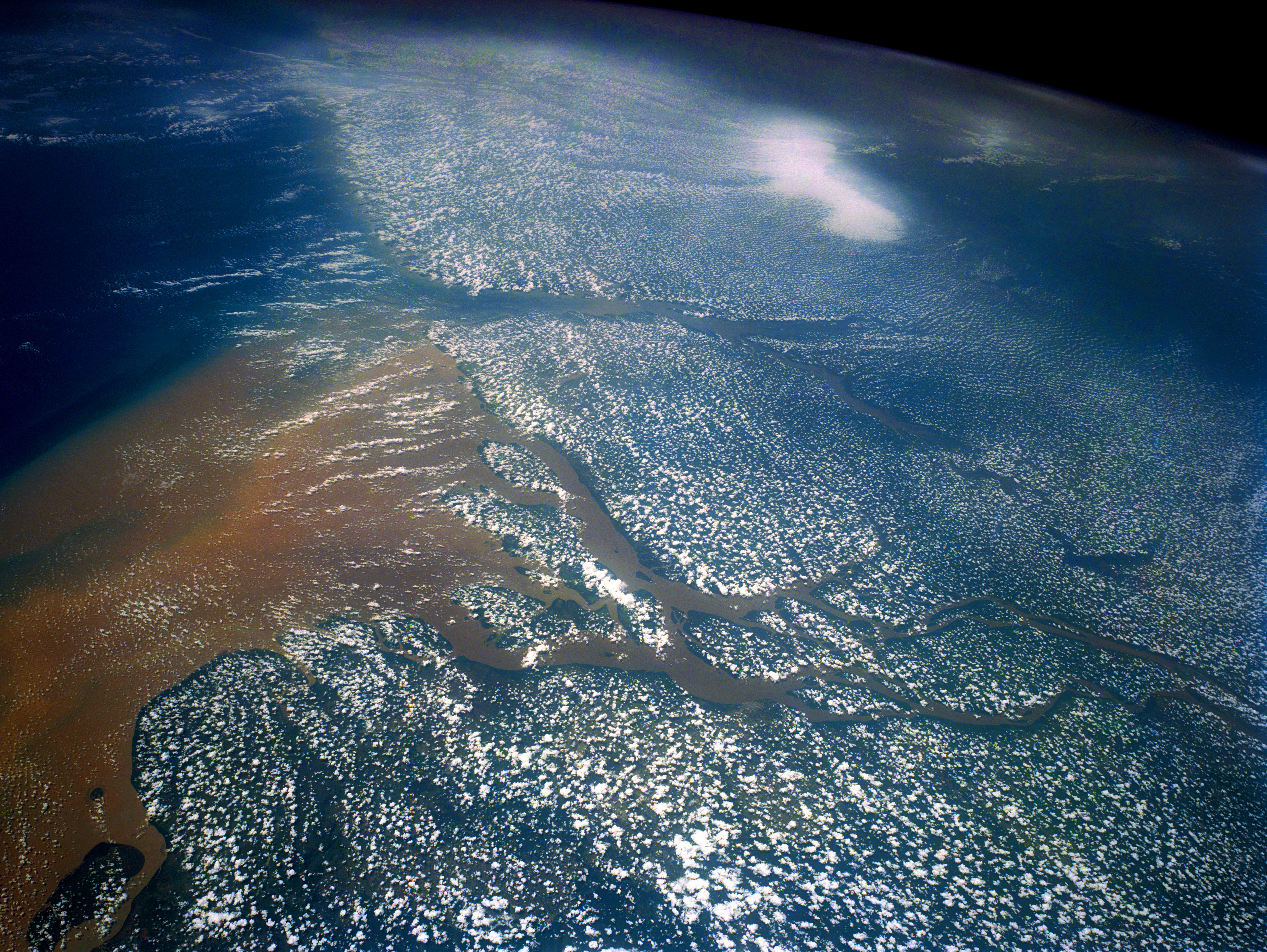
Image satellite de l'embouchure du fleuve.

La largeur de l’embouchure du fleuve est souvent mesurée de Cabo do Norte jusqu’à Punto Patijoca, ce qui fait une distance de 330 km ; mais ceci inclut l’embouchure du rio Pará (60 km de large) qui doit être déduite, car il s'agit de l'estuaire du Tocantins. Cela inclut également la façade atlantique de Marajó, une île mesurant à peu près la taille de la Suisse et qui se trouve entre l’embouchure de l’Amazone et le Pará-Tocantins. Cette île est séparée du continent à l'ouest par les « furos », chenaux qui relient les deux systèmes fluviaux, mais il arrive qu'aucun courant n'y soit perceptible. C'est pourquoi le Tocantins est le plus souvent considéré comme indépendant du système amazonien, surtout par les Brésiliens, car il est le plus grand fleuve qui coule entièrement en territoire national.
Cette analyse est parfois discutée. Quelques études indiquent que l'apport de l'Amazone au rio Pará par les « furos » serait loin d'être négligeable, et constituerait le tiers de l'eau douce qui passe au sud de l'île de Marajó. Cela n'implique pas que le rio Tocantins soit un affluent de l'Amazone, mais qu'il s'agit seulement d'un autre fleuve qui partage la même embouchure,.
Le volume d'eau douce déversé dans l'océan Atlantique par l'Amazone (et le Tocantins) est si élevé que la salinité et la couleur sont modifiées jusqu'à 300 km des côtes. Les eaux limoneuses de l'Amazone, qui lui donnent sa teinte jaune caractéristique (portugais : rios brancos) dans les zones alluviales, déversent chaque année dans l'Atlantique 1 million de tonnes de particules solides et ne commencent à fusionner vraiment avec la masse des eaux océaniques qu'à plus de 100 km au large de l'embouchure.
Toutefois, un certain nombre d'indices concordants semblent indiquer qu'une profonde rivière souterraine, — ou peut-être plutôt un aquifère —, nommée Hamza, encore hypothétique en 2011,,, coulerait sous l'Amazone et parallèlement à elle, drainant le même bassin versant qu'elle à une profondeur de 4 000 m. L'Hamza se déverserait dans les profondeurs de l'océan Atlantique et serait probablement co-responsable avec l'Amazone elle-même des poches à faible salinité observées dans la zone d'embouchure, mais déjà loin au large des côtes. Ainsi, selon un communiqué publié par le Département de géophysique à l’Observatoire national du Brésil, « il est probable que cette rivière, ou fleuve souterrain d'eau douce [l'Hamza] est aussi responsable du faible niveau de salinité des eaux de mer dans la région autour de l’embouchure de l’Amazone »,.
En tout cas, quels que soient le qualificatif que l'on donnera finalement à l'important système hydrologique souterrain de l'Hamza et la description que l'on en fera, et malgré la lenteur relative de son flux (de 10 à 100 m par an), il semble bien que (outre le rio Tocantins) l'Amazone ne soit pas à elle seule responsable de cet adoucissement considérable et inhabituel de l'eau marine que l'on observe dans l'océan après son embouchure.

### Vague déferlante
Longeant les côtes, un peu au nord de Cabo do Norte, et sur 160 km le long de la marge de la Guyane, il existe une ceinture d’îles quasi submergées ainsi que des bas-fonds et des bancs de sable. Ici un phénomène de marée appelé mascaret (vague déferlante), ou Pororoca, se produit, là où la profondeur n’excède pas 7 mètres. La vague déferlante débute par un simple rouleau, grossissant constamment, et progressant à une vitesse de plus de 60 km/h, et une hauteur de 1,5 à 4 mètres. Le mascaret est la raison pour laquelle l’Amazone ne possède pas de véritable delta : l’océan emporte rapidement le vaste volume de vase drainée par l’Amazone, ce qui rend impossible la formation d’un delta.

## Principaux affluents
Le fleuve Amazone possède plus de 1 000 affluents. Les plus notables sont :
| - Anajas (300 km, 950 m3/s) - Badajós (450 km, 1 300 m3/s) - Caquetá ou Japurá (2 420 km, 18 600 m3/s) - Coari (450 km, 1 300 m3/s) - Curuá ou Cuminapanema (480 km, 550 m3/s) - Curuá Una (280 km, 680 m3/s) - Huallaga (1 060 km, 3 800 m3/s) - Jandiatuba (520 km, 980 m3/s) - Jari (790 km, 1 300 m3/s) - Javari (1 090 km, 4 500 m3/s) - Juruá (3 100 km, 8 400 m3/s) - Jutaí (980 km, 3 400 m3/s) - Madeira (4 207 km, 32 000 m3/s) - Manacapuru (300 km, 550 m3/s) - Marañón (1 570 km, 16 400 m3/s branche mère ouest) - Morona (530 km, 1 000 m3/s) - Nanay (410 km, 930 m3/s) |  | - Napo (1 110 km, 6 200 m3/s) - Negro (2 400 km, 29 300 m3/s) - Nhamundá (590 km, 900 m3/s) - Rio Paru de Oeste (790 km, 970 m3/s) - Pastaza (740 km, 2 700 m3/s) - Purus (3 090 km, 10 970 m3/s) - Putumayo (ou Içá) (1 930 km, 8 670 m3/s) - Samiria (350 km, 640 m3/s) - Santiago (500 km, 1 700 m3/s) - Tapajós (2 280 km, 13 400 m3/s) - Tefé (480 km, 810 m3/s) - Tigre (940 km, 2 700 m3/s) - Trombetas (760 km, 2 560 m3/s) - Uatumã (710 km, 2 200 m3/s) - Ucayali (2 570 km, 13 300 m3/s branche mère sud) - Urubu (450 km, 450 m3/s) - Xingu (2 270 km, 9 900 m3/s) |

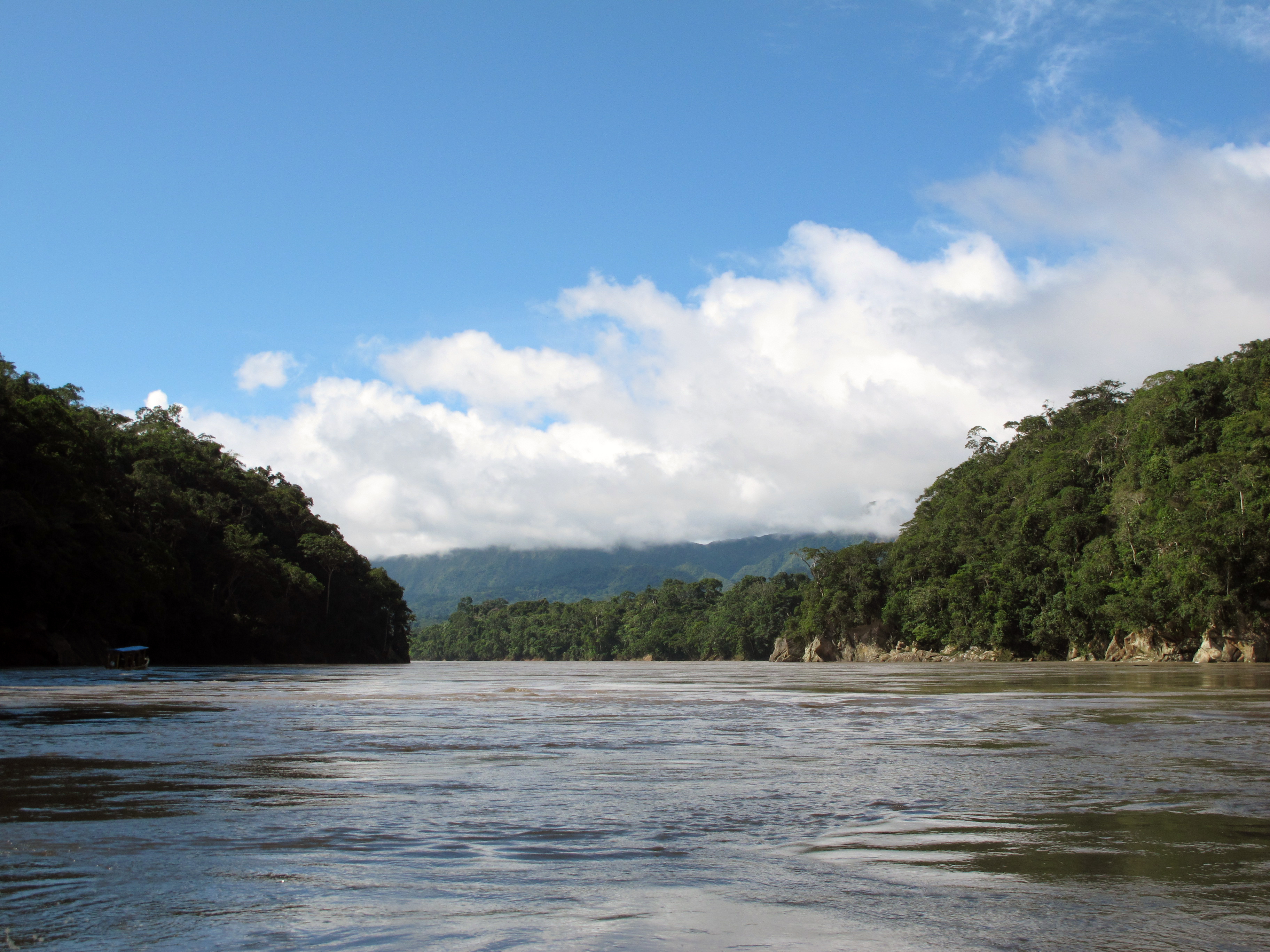
Río Beni.

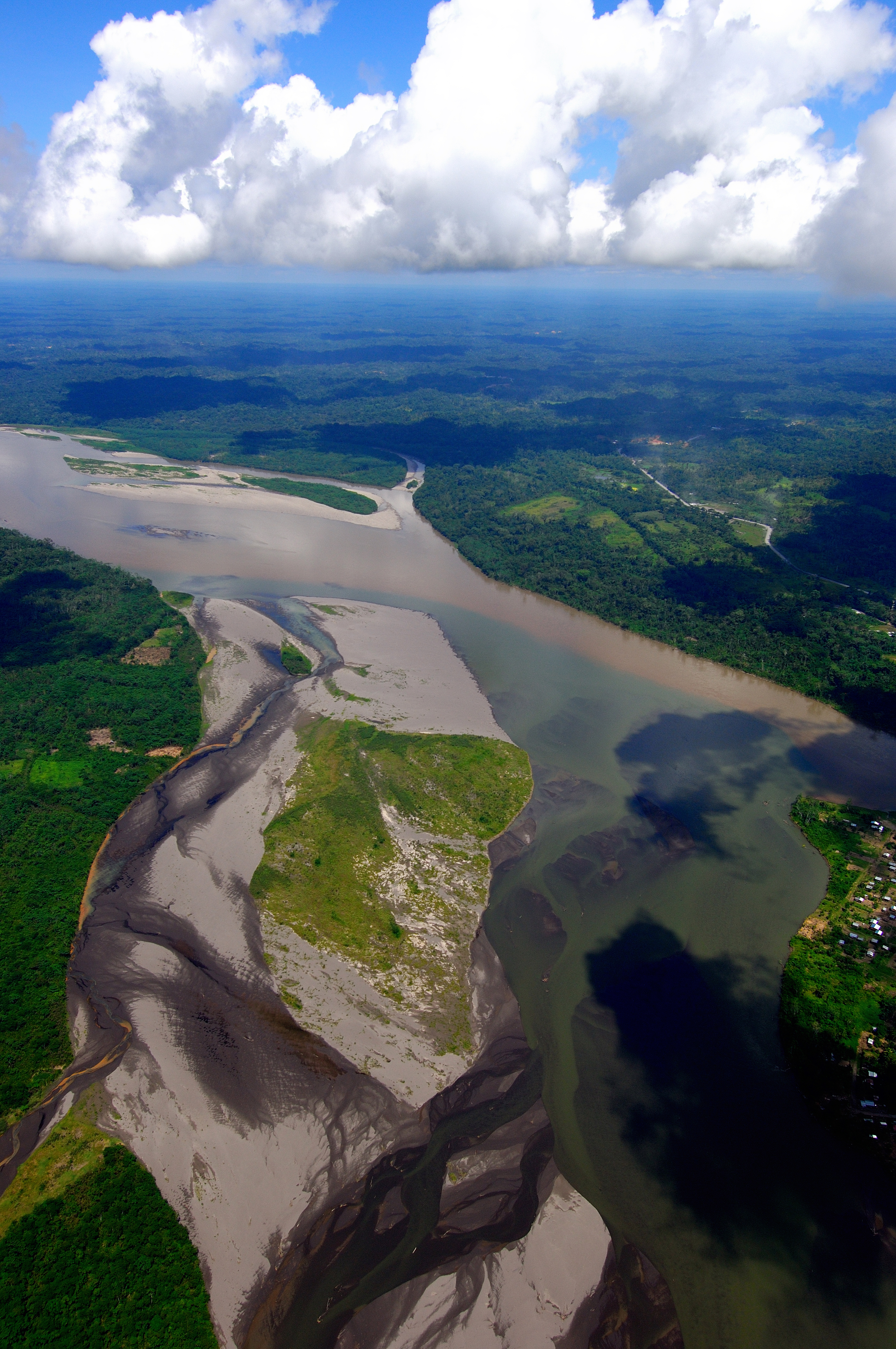
Río Napo.

Cette liste comporte seulement les affluents du flux principal (ceux qui se jettent dans le Marañón, le rio Solimões, ou l'Amazone), elle ne mentionne pas les sous-affluents dont beaucoup sont considérables en comparaison des standards européens.
La rencontre des affluents avec le flux principal est complexe et constitue une autre particularité de ce fleuve. La puissance du « fleuve-mer » crée un barrage qui contrarie les affluents dont beaucoup sont eux-mêmes d'immenses cours d'eau. Et ce d'autant plus que la pente est nulle ou presque. Ce phénomène aboutit à la création de deux sortes de confluents bien différenciés, ce qui est très visible sur les vues aériennes :
- Les affluents aux « eaux blanches », chargés d'alluvions, créent de véritables deltas parfois étalés sur de vastes surfaces le long de la rive du fleuve. C'est notamment le cas du Caquetá ou Japurá et du Madeira. La prise en compte ou non des bras secondaires (qui écoulent quand même des volumes importants) contribue à une incertitude de plusieurs centaines de kilomètres pour la longueur totale de ces affluents.
- Les affluents aux « eaux noires » ou « claires », qui transportent peu de sédiments, créent de véritables « lacs-estuaires » avant l'embouchure. Ils peuvent atteindre des largeurs impressionnantes, de 10 à 20 km (supérieures à celles de l'Amazone), sur des centaines de kilomètres. Ce phénomène est particulièrement visible sur le Xingu, Negro, et le Tapajós. Il est sans doute amplifié par la tectonique dans les deux derniers cas. Ce phénomène se produit aussi pour des affluents moins importants comme le Río Tefé, le rio Coari, ou le Río Manacapuru, rivières qui ont créé les lacs du même nom, soit autant de sites favorables à l'installation de ports fluviaux importants comme Tefé et Coari.

Dans tous les cas, cet effet de barrage (voire de refoulement lors des crues) perturbe fortement l'écoulement des eaux et ne permet pas des jaugeages directs fiables sur le cours inférieur des affluents. C'est pourquoi ces jaugeages sont faits largement en amont et extrapolés pour établir les débits à l'embouchure, ou même sont calculés indirectement par le bilan hydrique, avec une marge d'erreur. C'est ainsi que la mesure du débit du Negro à Manaus n'est pas fiable car trop proche de l'Amazone. Les débits indiqués pour cet affluent (de 28 000 à 31 000 m3/s) sont donc établis indirectement.

## Faune de l’Amazone

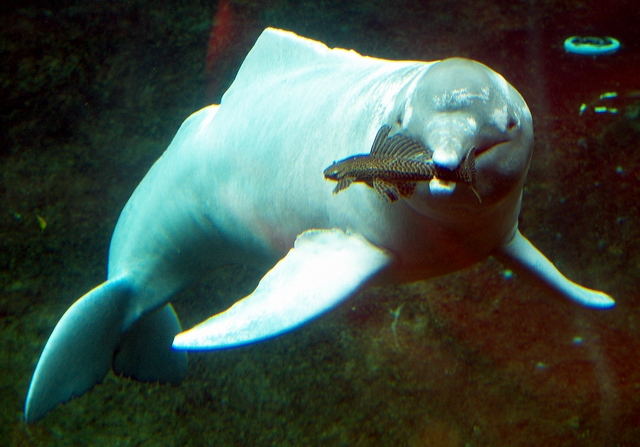
Le dauphin de l'Amazone.

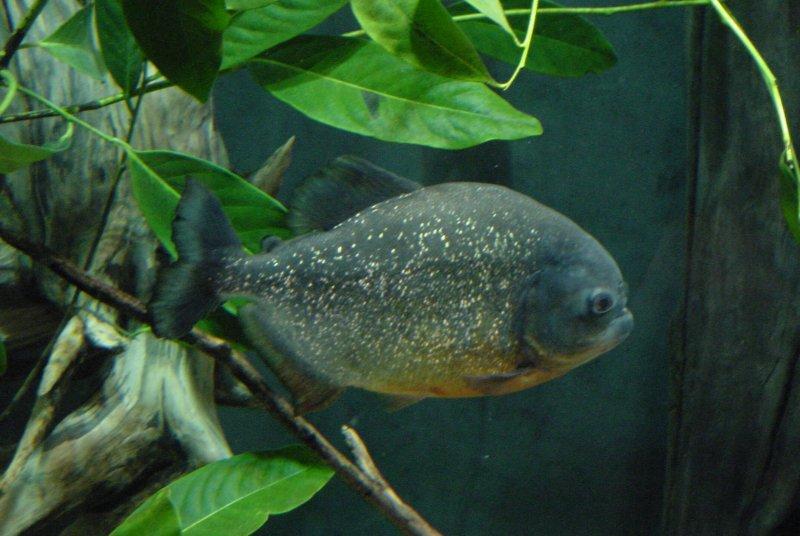
Un piranha.

Les eaux de l’Amazone abritent une faune riche et variée. Avec l’Orénoque, le fleuve est l’un des principaux habitats du boto, également connu sous le nom de dauphin de l’Amazone. C’est la plus grande espèce de dauphin d’eau douce pouvant atteindre 2,6 m.
Également présents en grand nombre, les célèbres piranhas, poissons carnivores qui se regroupent en de larges bancs et qui peuvent s’attaquer au bétail et même à l’homme. Bien que beaucoup d’experts pensent que leur réputation de férocité soit injustifiée, un banc de piranhas est apparemment responsable de la mort de 300 personnes qui chavirèrent près d’Óbidos en 1981.
L’anaconda géant vit également dans les eaux troubles du bassin amazonien. C’est l’une des plus grandes espèces de serpent. L’anaconda passe le plus clair de son temps dans l’eau, avec seulement ses narines dépassant à la surface. Quelques attaques de pêcheurs par des anacondas ont été rapportées.
Le fleuve abrite également des milliers d’espèces de poissons, d’amphibiens, de crabes et de tortues.
Le bassin de l'Amazone contient environ le quart de toutes les espèces animales répertoriées sur la planète et bien d'autres encore qui restent à identifier.
L'Amazone regroupe divers types de biotope possédant plusieurs qualités d'eau qui influent sur les biotopes. On distingue habituellement trois types de cours d'eau, les eaux noires (agua preta), les eaux blanches (agua blanca), les eaux claires (agua clara).

### L’eau noire
C'est une eau marron foncé, couleur thé bien concentré, qu'elle doit à l’énorme quantité de matière végétale en décomposition qui la charge de matières humiques.
Malgré cette couleur, l’eau n’est pas trouble mais limpide, et la visibilité y est importante. Son pH est faible, compris entre 3,5 et 5. Ces eaux sont exemptes de carbonates et leur dureté totale est quasi inexistante. Les végétaux y sont très rares, la pénétration de la lumière dans l’eau étant fortement atténuée par la coloration de celle-ci et son acidité est également incompatible avec leur développement. Le fond des rios est sablonneux, d’un sable clair et fin et jonché de feuilles et de branches tombées dans l’eau.
Les principaux rios à eaux noires sont : le rio Negro, le rio Abacaxis, le haut rio Trombetas et le haut rio Nhamundá.

### L’eau blanche

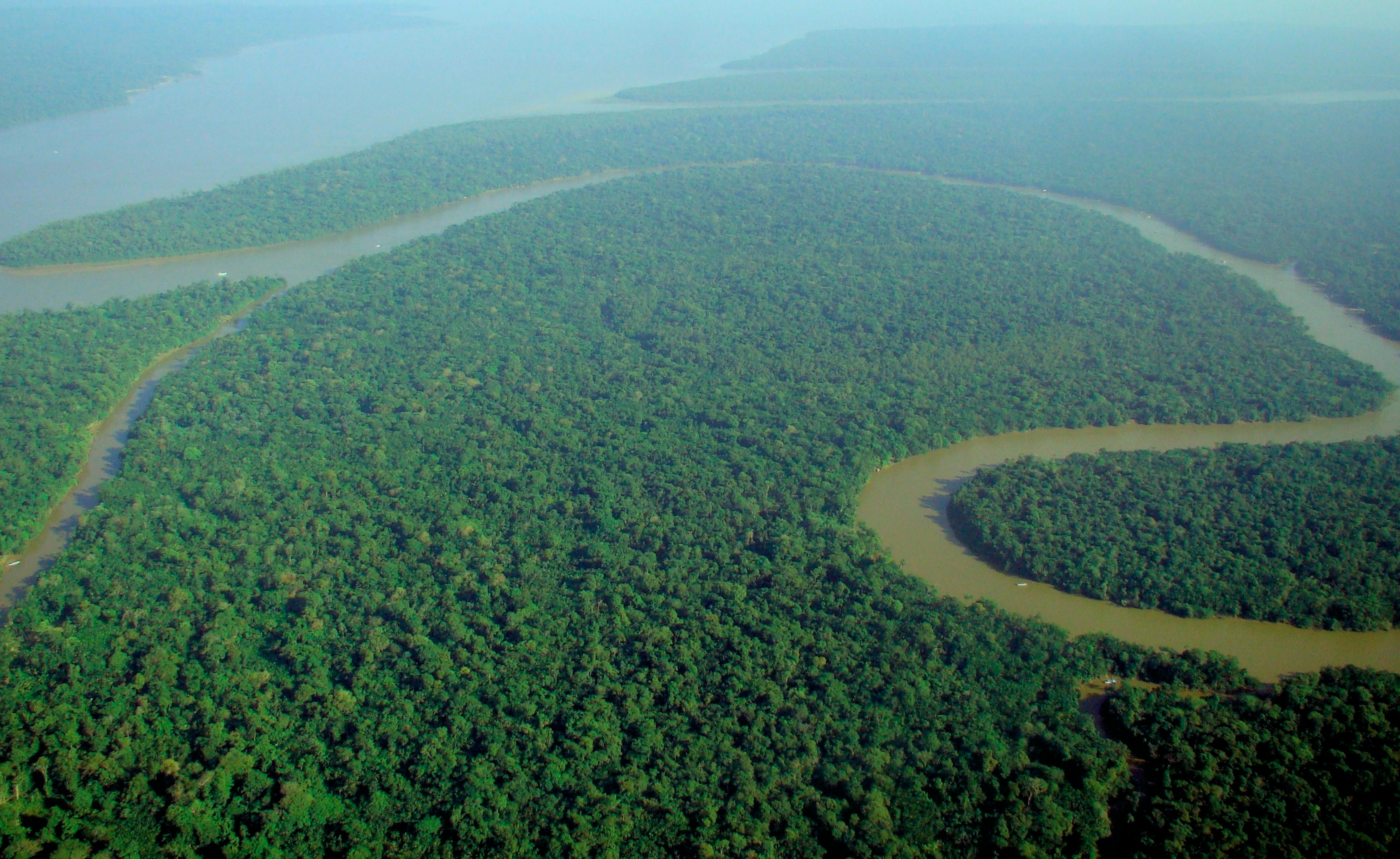
Rio Solimões.

Contrairement au nom qu’elle porte, l'eau de ces cours d'eau est ocre-jaune. Son aspect trouble et sa couleur lui sont donnés par la grosse quantité d’argile en suspension qu’elle contient. Son pH est compris entre 6,2 et 7,2 et sa dureté totale inférieure à 1°.
Dans ce type de biotope, la visibilité dans l’eau est quasiment nulle et la pénétration de la lumière dans celle-ci est encore moins forte que dans les eaux noires. Par contre, le fond des rios, constitué d’argile, est jonché des mêmes matières que dans l’eau noire, à savoir feuilles et branchages.
Les principaux rios à eaux blanches sont : le rio Solimões, le rio Amazonas, le rio Madeira et le rio Branco.

### L’eau claire
Les cours d'eau limpides et translucides sont appelés cours d'eau claire. Ils prennent de temps en temps une couleur verdâtre quand elle est chargée en phytoplancton. La visibilité y est exceptionnelle. Son pH est compris entre 4,5 et 7,5. Son taux de carbonates est aussi très bas ainsi que sa dureté totale.
L’extrême clarté de l’eau permet la pénétration de la lumière jusqu’à une profondeur substantielle, ce qui permet la fonction chlorophyllienne, condition indispensable au développement de plantes ou d’algues. Le fond des rios est constitué de sable clair et fin et jonché de feuilles et de branches.
Les principaux rios à eaux claires sont : le rio Tapajós, le rio Xingu, le río Guaporé (et le rio Tocantins).

### La rencontre des Eaux

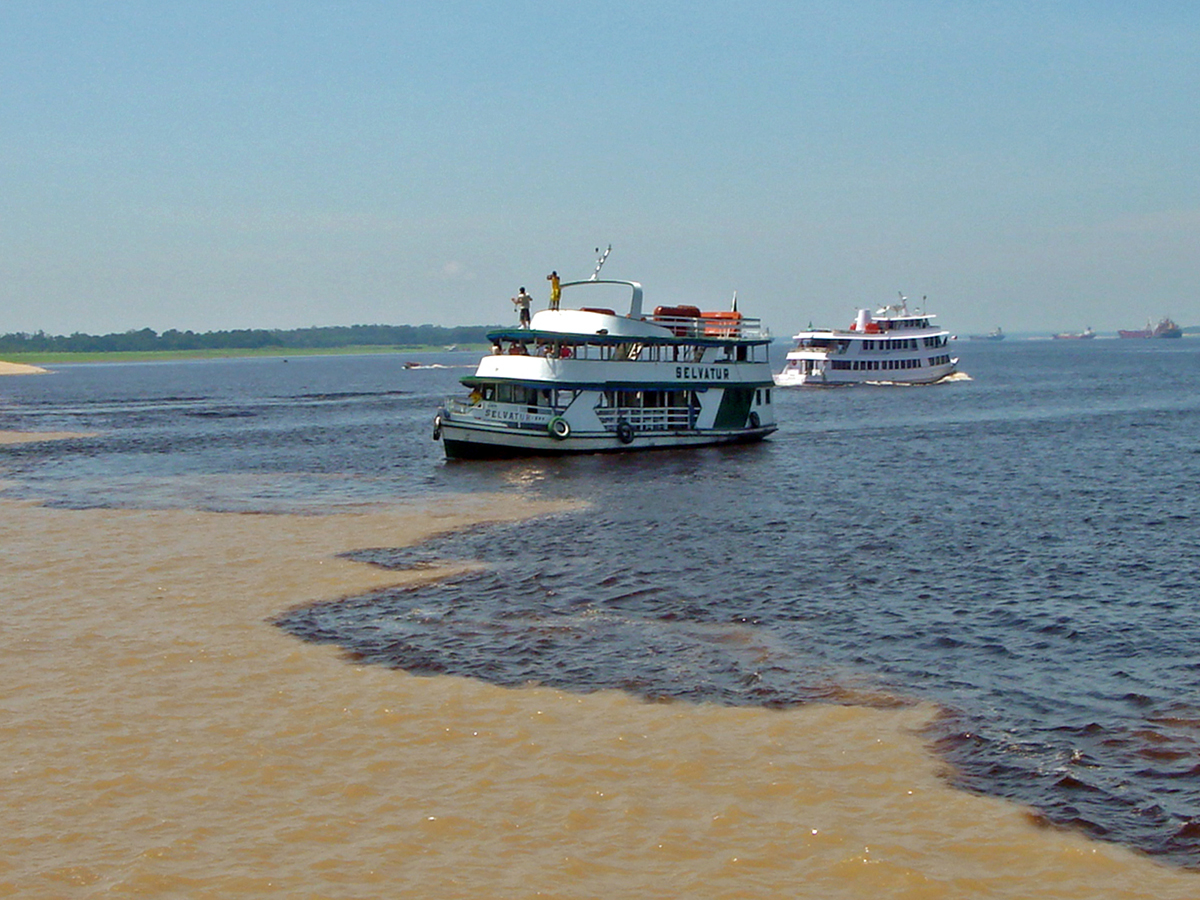
Rencontre des Eaux.

Le confluent du rio Solimões (aux eaux boueuses) et du rio Negro (aux eaux noires) est remarquable au point que le fleuve prenne définitivement le nom d'Amazone à cet endroit précis. Remarquable non seulement par la largeur comparable des deux tributaires (près de 3 km chacun, et même 10 km en amont pour le rio Negro), mais par leurs teintes très contrastées, et le fait que ces eaux s'écoulent sans se mélanger pendant des dizaines de kilomètres, comme deux fleuves s'écoulant côte à côte dans deux lits de différente profondeur séparés par un mur d'alluvions.. Le mélange finit quand même par se faire car le rio Solimões est beaucoup plus profond et rapide que le rio Negro. Il est en réalité trois fois plus puissant (103 000 m3/s contre 29 300), ses eaux passent sous les eaux noires du rio Negro et finissent par les absorber. L'arrivée du rio Madeira, encore plus boueux que le rio Solimões, achève ce processus 150 km en aval.
Le même phénomène se reproduit à Santarém, au confluent du rio Tapajós aux eaux claires, mais dans de bien moindres proportions.

### Adaptation de la faune à l'Amazone
Le bassin de l'Amazone est favorable à la faune mais particulièrement exigeant. Nulle part au monde, le mélange de l'eau et de la terre n'est aussi intime. Chaque année, 65 000 km2 de terre sont inondés pendant plus de six mois. Le fleuve, en lui-même assez pauvre en nutriments, se déverse bien au-delà des berges, là où pousse une riche végétation. Les animaux, terrestres ou aquatiques, se sont, au fil du temps, très bien adaptés et tirent un profit maximum de cette situation exceptionnelle.

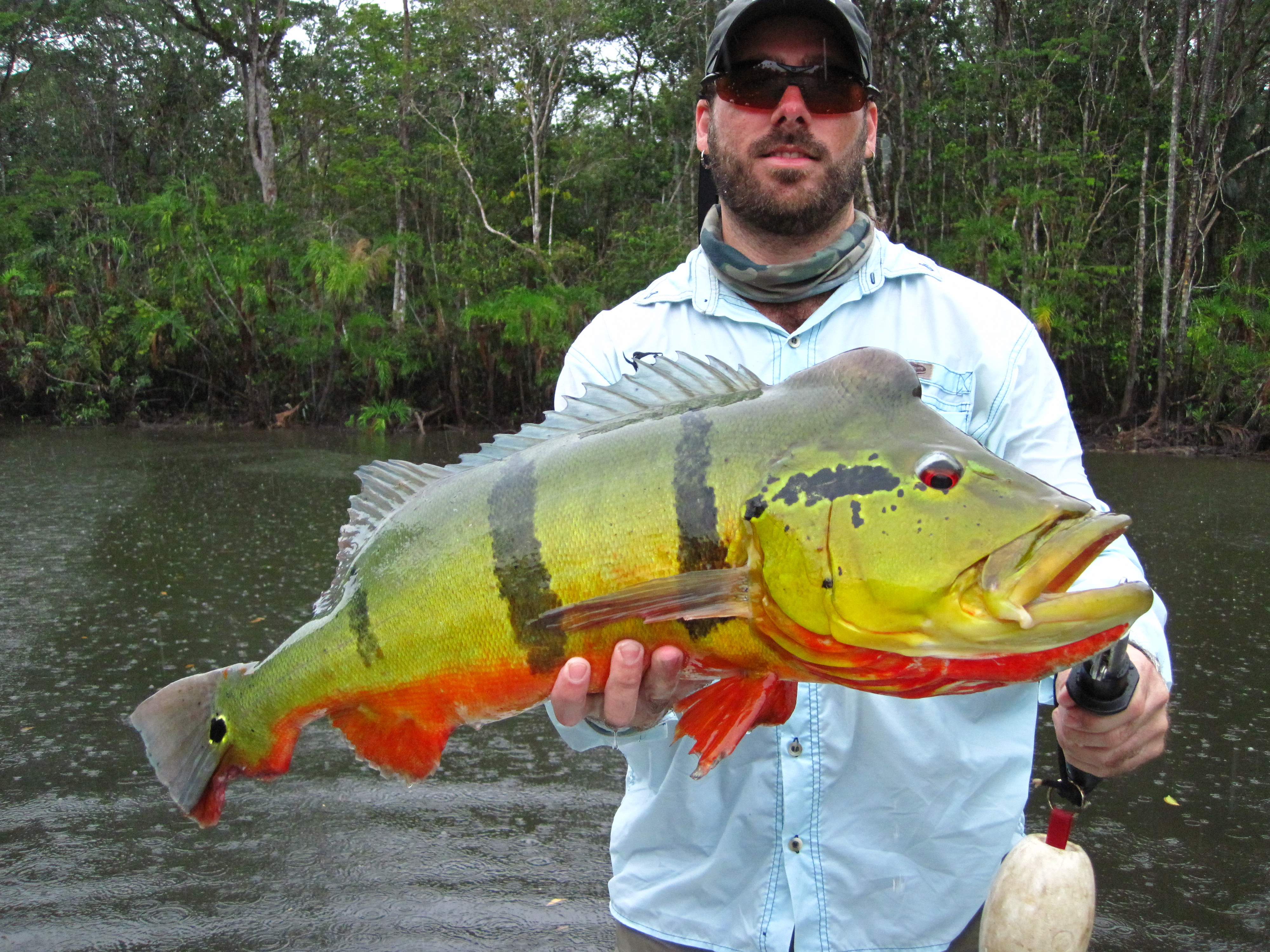
Cichlidae.

Ainsi, chez certains mammifères terrestres, la morphologie a évolué afin de réduire les inconvénients de ces inondations : queues préhensiles chez le tamandua, l'opossum, le kinkajou et le porc-épic ; transformation en animal amphibie chez le cabiai.
À la suite de l'obligation pour les animaux aquatiques de se nourrir en grande partie des aliments terrestres, certains poissons ont acquis des molaires leur permettant de consommer des fruits. D'autres ont subi une transformation stomacale augmentant la capacité de stockage des graisses.
D'autres animaux se sont peu à peu équipés d'organes sensoriels leur permettant de percevoir le monde sans besoin de la vue. En effet, la visibilité dans l'eau est très réduite en raison de la présence importante de sédiments.
Ces adaptations diverses ont permis à ces espèces, non seulement de survivre, mais aussi, grâce à la richesse des plaines alluviales de l'Amazonie, d'atteindre des poids et dimensions imposants. C'est là que, entre autres, on trouve les tortues fluviales, les loutres, les rongeurs, les serpents et les aigles les plus grands du monde.

## Exploitation

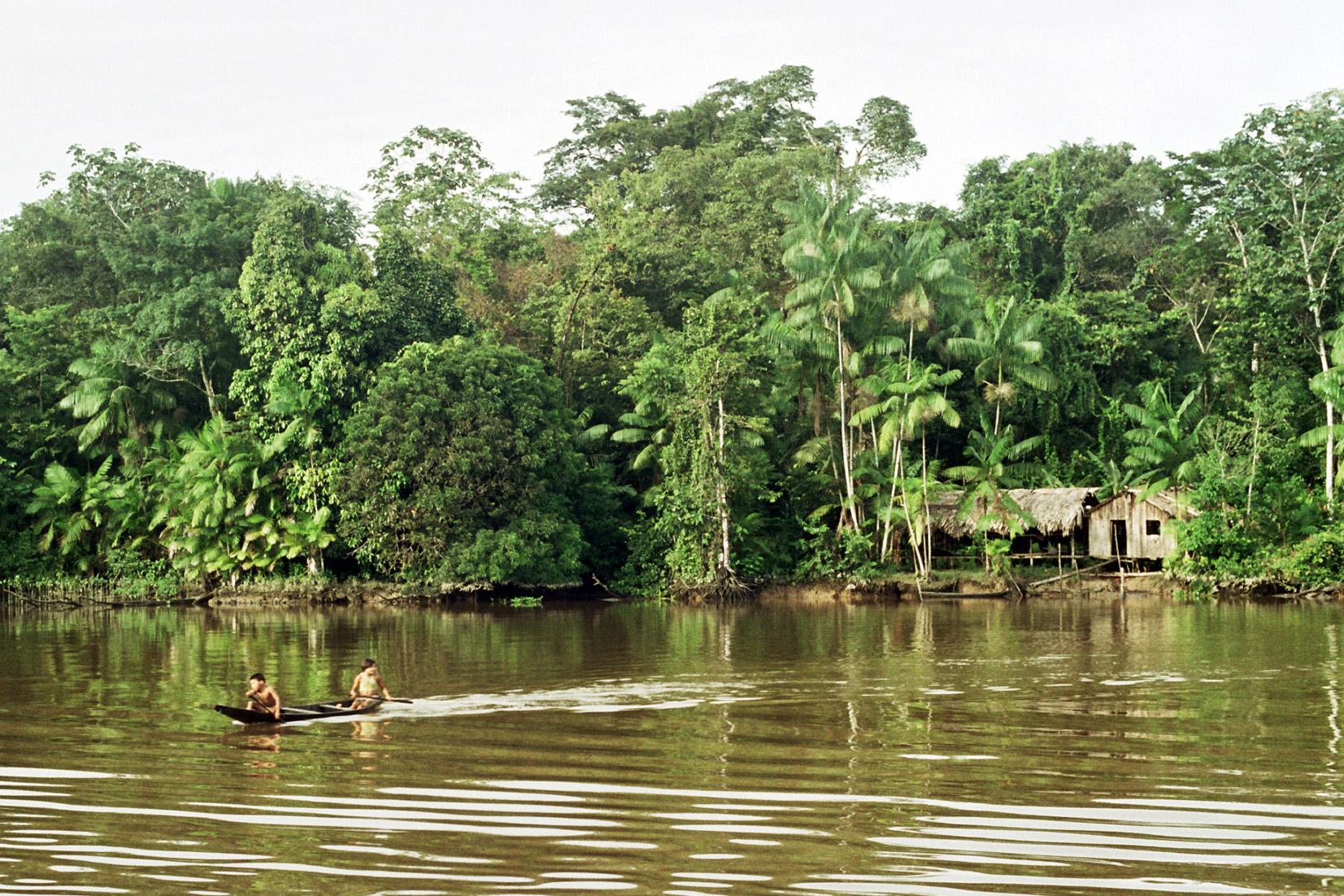
Habitat traditionnel dans la forêt amazonienne.

Durant les 350 années qui suivirent la première exploration européenne de l’Amazone par Vicente Yáñez Pinzón et Francisco de Orellana, les populations amérindiennes d'Amazonie subirent le choc des épidémies. On estime qu'entre 50 et 95 % de la population ont disparu par les effets conjugués de la variole, de la coqueluche, de la grippe, etc. À cela il faut ajouter les « courses » des marchands d'esclaves raflant des villages entiers, les guerres inter-tribales encouragées par les rivalités entre les grandes nations européennes (essentiellement les Espagnols et les Portugais), ainsi que les regroupements forcés de populations liés aux exigences de l'évangélisation (cela a multiplié le pouvoir destructeur des épidémies). On sait aujourd'hui que les grandes cultures des rives de l'Amazone, succinctement décrites par les premiers explorateurs (notamment le moine Gaspar de Carvajal), avec leurs petites villes, leur culture matérielle raffinée, leurs temples, leurs chefs (ressemblant sous certains aspects à de vrais rois), furent balayées en quelques décennies. La rareté des textes de l'époque ont jeté dans l'oubli ces cultures précolombiennes d'Amazonie que l'on est aujourd'hui en train de redécouvrir. Il est donc difficile d'estimer la démographie de l'Amazonie avant le contact avec les Européens, mais il est fort probable qu'elle fut bien plus importante que ce que l'on a avancé jusqu'à récemment[Quand ?].
Quelques comptoirs ont été établis par le Portugal sur les rives de l’Amazone et de ses affluents dans le but de commercer avec les Amérindiens et de les évangéliser. En 1850, la population totale dans le bassin brésilien de l’Amazone était d’environ 350 000 habitants, dont les deux tiers étaient des Européens ou des esclaves, on comptait alors 25 000 esclaves.
La principale ville commerciale, Pará, maintenant Belém (ou Belém du Pará), regroupait entre 10 000 et 12 000 habitants, esclaves compris. La ville de Manáos, maintenant Manaus, située à l’embouchure du Rio Negro, en comptait entre 1 000 et 1 500. Les autres villages, jusqu’à Tabatinga / Leticia sur la frontière entre le Brésil, la Colombie et le Pérou, étaient relativement modestes.
Le 6 septembre 1850, l’empereur Pierre II du Brésil autorisa la navigation des vapeurs sur l’Amazone, et délégua à Irineu Evangelista de Sousa, appelé aussi Barão de Mauá, la tâche de mettre cela en œuvre. Il fonda la « Compania de Navigacao e Commercio do Amazonas » à Rio de Janeiro en 1852 ; dans les années qui suivirent il débuta les opérations avec trois petits vapeurs, le « Monarch », le « Marajo » et le « Rio Negro ».

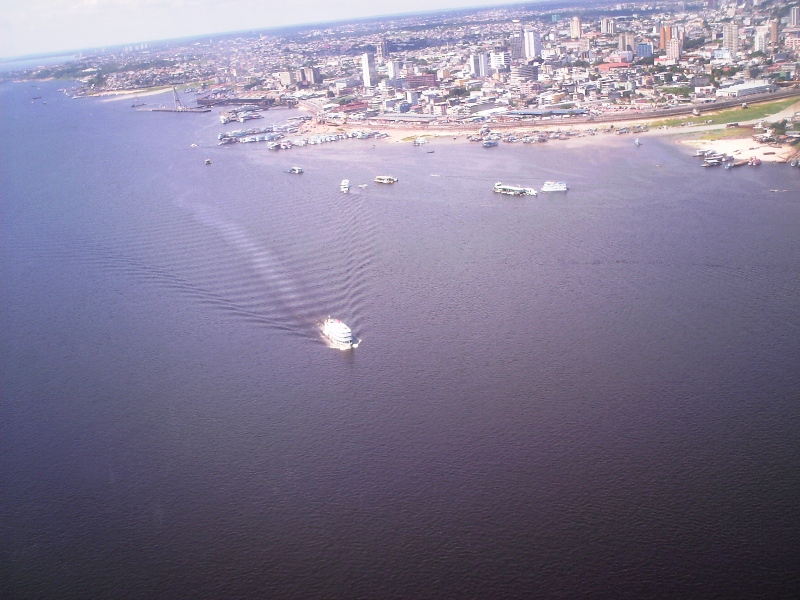
Manaus.

Au départ, la navigation se limitait au fleuve principal. En 1857, le gouvernement obligea la compagnie à effectuer un service mensuel entre Pará et Manáos avec des vapeurs d’une capacité de 200 tonnes, une deuxième ligne, effectuant six liaisons par an entre Manáos et Tabatinga, et une troisième reliant deux fois par mois Pará et Cametá. Ce fut un premier pas vers l’ouverture du vaste espace intérieur.
Le succès rencontré par cette entreprise attira l’attention sur les opportunités d’exploitation économique de l’Amazone, bientôt une deuxième compagnie fut créée et entreprit son commerce sur le rio Madeira, le fleuve Purus et le rio Negro ; une troisième établit une liaison entre Pará et Manáos ; et enfin une quatrième trouva bénéfique de faire naviguer les plus petits vapeurs. Durant cette même période, la Compagnie de l’Amazone agrandit sa flotte, et de petits promoteurs privés se lancèrent avec leur navire à vapeur sur l’Amazone et ses affluents.
Le 31 juillet 1867, le gouvernement brésilien, sous pression constante du pouvoir maritime et des pays encerclant le bassin amazonien supérieur, décréta l’ouverture de l’Amazone à tous les pavillons, tout en la limitant par des points définis : Tabatinga sur l’Amazone, Cametá sur le Tocantins, Santarém sur le rio Tapajós, Borba sur le Madeira, et Manáos sur le rio Negro. Le décret prit effet le 7 septembre 1867.

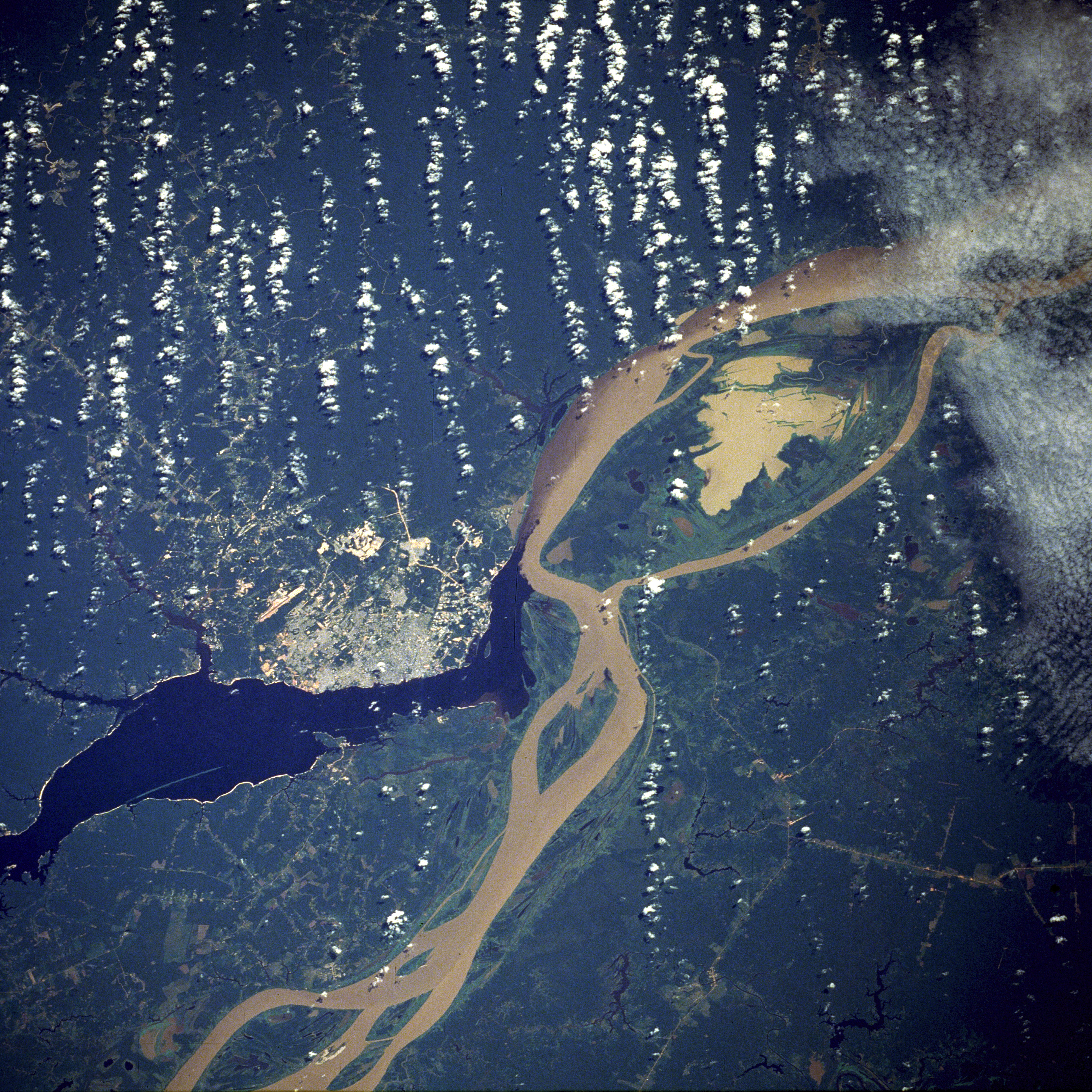
Manaus, la plus grande ville de l'Amazone, depuis une vue satellitaire de la NASA, bordée par les eaux troubles de l'Amazone et les eaux sombres du Negro.

Manáos (Manaus), Pará et Iquitos sont maintenant des villes commerciales certes prospères mais minées par les inégalités sociales, la délinquance et le trafic de drogue. Les premiers échanges commerciaux entre l’étranger et Manáos débutèrent en 1874. Le commerce local fut ensuite mené par le successeur britannique de la Compagnie de l’Amazone : « the Amazon Steam Navigation Company » (la Compagnie de navigation à vapeur de l’Amazone) ainsi que par les multiples petites compagnies de vapeurs engagées dans le commerce du caoutchouc. Les principales exportations de la vallée étaient le caoutchouc, le cacao, les noix brésiliennes et quelques autres produits d’importance mineure.

## Inquiétudes duXXesiècle
Autrefois, le total des surfaces cultivées dans le bassin amazonien était probablement inférieur à 65 km2, incluant les surfaces grossièrement cultivées des montagnes entourant les cours supérieurs de l’Amazone. Cette situation a dramatiquement changé durant le XXe siècle.
La déforestation de la forêt amazonienne est sans doute à l'origine de la grave sécheresse de 2005 qui a entraîné une baisse spectaculaire du niveau de l'Amazone, d'une amplitude jamais vue auparavant.

## Ponts
Le fleuve n'est traversé par aucun pont. Ce n'est pas que sa largeur rende impossible la construction d'un tel ouvrage d'art, mais comme le fleuve traverse des régions ayant peu de routes, la plupart du temps les ferries suffisent.